# 1980–1981-es közép-európai kupa
Az 1980–1981-es közép-európai kupa a Közép-európai kupa történetének negyvenegyedik kiírása volt. A sorozatban Csehszlovákia, Jugoszlávia, Magyarország és Olaszország 1-1 csapata képviseltette magát. A csapatok csoportmérkőzéseket vívtak egymással, és a csoport első helyezettje nyerte meg a kupát.
A kupát az Tatran Prešov nyerte el, története során első alkalommal.

### Első forduló
| Csapat #1 | Eredmény | Csapat #2     |
| --------- | -------- | ------------- |
| Como      | 2 – 0    | NK Zagreb     |
| Csepel SC | 3 – 0    | Tatran Prešov |

### Második forduló
| Csapat #1     | Eredmény | Csapat #2 |
| ------------- | -------- | --------- |
| Tatran Prešov | 4 – 1    | Como      |
| NK Zagreb     | 1 – 0    | Csepel SC |

### Harmadik forduló
| Csapat #1     | Eredmény | Csapat #2 |
| ------------- | -------- | --------- |
| Csepel SC     | 0 – 0    | Como      |
| Tatran Prešov | 2 – 1    | NK Zagreb |

### Negyedik forduló
| Csapat #1     | Eredmény | Csapat #2 |
| ------------- | -------- | --------- |
| Tatran Prešov | 0 – 0    | Csepel SC |
| NK Zagreb     | 2 – 1    | Como      |

### Ötödik forduló
| Csapat #1 | Eredmény | Csapat #2     |
| --------- | -------- | ------------- |
| Como      | 1 – 0    | Tatran Prešov |
| Csepel SC | 2 – 0    | NK Zagreb     |

### Hatodik forduló
| Csapat #1 | Eredmény | Csapat #2     |
| --------- | -------- | ------------- |
| Como      | 2 – 1    | Csepel SC     |
| NK Zagreb | 1 – 5    | Tatran Prešov |

## Végeredmény
| Csapat           | Mérk. | Gy | D | V | GK   | Pont |
| ---------------- | ----- | -- | - | - | ---- | ---- |
| 1. Tatran Prešov | 6     | 3  | 1 | 2 | 11:7 | 7    |
| 2. Csepel SC     | 6     | 2  | 3 | 1 | 6:2  | 7    |
| 3. Como          | 6     | 3  | 1 | 2 | 7:7  | 7    |
| 4. NK Zagreb     | 6     | 1  | 1 | 4 | 4:12 | 3    |